# 머니 몬스터
《머니 몬스터》(영어: Money Monster)는 2016년 공개된 미국의 범죄 스릴러 영화이다.

## 출연
- 조지 클루니 - 리 게이츠 역
- 줄리아 로버츠 - 패티 펜 역
- 잭 오코널 - 카일 버드웰 역
- 도미닉 웨스트 - 월트 캠비 역
- 커트리나 밸프 - 다이앤 레스터 역
- 잔카를로 에스포시토 - 마커스 파월 역
- 크리스토퍼 데넘 - 론 스프레커 역
- 레니 베니토 - 레니 역
- 크리스 바워 - 넬슨 역
- 데니스 부치캐리스 - 구들로 CFO 에이버리 역
- 에밀리 미드 - 몰리 역
- 콘덜라 러샤드 - 조수 브리 역
- 에런 유 - 원준 역
- 올리비아 루카디 - 알린 역
- 존 벤티밀리아 - 팀 리더 역
- 그랜트 로즌마이어 - 기술 담당 데이브 역
- 그레타 리 - 에이미 리 역
- 조지프 D. 라이트먼 - 매티 역
- 다리 잉골프손 - 조지 역
- 단테이 브리긴스 - 월스트리트 구경꾼 역
- 닉 보레인 - 영국 기자 역
- 아이번 마틴 - 배스케즈 경위 역
- 마르코 카카 - 마코 뉴욕 증권거래소 보안 역 (크레디트 미기재)

## 수상
- 2016년 제69회 칸 영화제 후보 비경쟁부문 (조디 포스터)